# 7901 Konnai
7901 Konnai è un asteroide della fascia principale. Scoperto nel 1996, presenta un'orbita caratterizzata da un semiasse maggiore pari a 2,5818530 UA e da un'eccentricità di 0,1134535, inclinata di 1,34205° rispetto all'eclittica.